# Kvindeligaen 2024-25
Kvindeligaen 2024-25 var den 89. sæson af Damehåndboldligaen. Team Esbjerg er forsvarende mestre.
Ligaen havde deltagelse af 14 hold, hvoraf EH Aalborg er oprykket til ligaen den forgangne sæson.
Odense Håndbold vandt grundspillet med en perfekt sæson, hvor de vandt 26 ud af 26 kampe. Senere vandt de mesterskabet, da de slog Team Esbjerg 2-1 i kampe.
Aarhus Håndbold rykkede ud, da de sluttede sidst i grundspillet.

## Klubber
| Hold                          | Sted             | Hal                      | Kapacitet | København Nykøbing SønderjyskE Odense Esbjerg Horsens Aarhus Silkeborg‑Voel Skanderborg Ringkøbing Ikast Bjerringbro Viborg EH Aalborg |
| SønderjyskE Håndbold          | Aabenraa         | Arena Aabenraa           | 1.480     | København Nykøbing SønderjyskE Odense Esbjerg Horsens Aarhus Silkeborg‑Voel Skanderborg Ringkøbing Ikast Bjerringbro Viborg EH Aalborg |
| Nykøbing Falster Håndboldklub | Nykøbing Falster | Spar Nord Arena          | 3.000     | København Nykøbing SønderjyskE Odense Esbjerg Horsens Aarhus Silkeborg‑Voel Skanderborg Ringkøbing Ikast Bjerringbro Viborg EH Aalborg |
| Aarhus Håndbold               | Aarhus           | Ceres Stadionhal         | 1.200     | København Nykøbing SønderjyskE Odense Esbjerg Horsens Aarhus Silkeborg‑Voel Skanderborg Ringkøbing Ikast Bjerringbro Viborg EH Aalborg |
| EH Aalborg                    | Nørresundby      | Skansen                  | 800       | København Nykøbing SønderjyskE Odense Esbjerg Horsens Aarhus Silkeborg‑Voel Skanderborg Ringkøbing Ikast Bjerringbro Viborg EH Aalborg |
| Ikast Håndbold                | Ikast            | IBF Arena                | 2.850     | København Nykøbing SønderjyskE Odense Esbjerg Horsens Aarhus Silkeborg‑Voel Skanderborg Ringkøbing Ikast Bjerringbro Viborg EH Aalborg |
| HH Elite                      | Horsens          | Forum Horsens            | 4.000     | København Nykøbing SønderjyskE Odense Esbjerg Horsens Aarhus Silkeborg‑Voel Skanderborg Ringkøbing Ikast Bjerringbro Viborg EH Aalborg |
| København Håndbold            | København        | Frederiksberg-Hallerne   | 1.468     | København Nykøbing SønderjyskE Odense Esbjerg Horsens Aarhus Silkeborg‑Voel Skanderborg Ringkøbing Ikast Bjerringbro Viborg EH Aalborg |
| Ringkøbing Håndbold           | Ringkøbing       | Green Sports Arena       | 1.000     | København Nykøbing SønderjyskE Odense Esbjerg Horsens Aarhus Silkeborg‑Voel Skanderborg Ringkøbing Ikast Bjerringbro Viborg EH Aalborg |
| Bjerringbro FH                | Bjerringbro      | Bjerringbro Idrætscenter | 1.200     | København Nykøbing SønderjyskE Odense Esbjerg Horsens Aarhus Silkeborg‑Voel Skanderborg Ringkøbing Ikast Bjerringbro Viborg EH Aalborg |
| Silkeborg-Voel KFUM           | Silkeborg        | Jysk Arena               | 3.000     | København Nykøbing SønderjyskE Odense Esbjerg Horsens Aarhus Silkeborg‑Voel Skanderborg Ringkøbing Ikast Bjerringbro Viborg EH Aalborg |
| Team Esbjerg                  | Esbjerg          | Blue Water Dokken        | 2.549     | København Nykøbing SønderjyskE Odense Esbjerg Horsens Aarhus Silkeborg‑Voel Skanderborg Ringkøbing Ikast Bjerringbro Viborg EH Aalborg |
| Viborg HK                     | Viborg           | BioCirc Arena            | 3.000     | København Nykøbing SønderjyskE Odense Esbjerg Horsens Aarhus Silkeborg‑Voel Skanderborg Ringkøbing Ikast Bjerringbro Viborg EH Aalborg |
| Odense Håndbold               | Odense           | Sydbank Arena Odense     | 2.256     | København Nykøbing SønderjyskE Odense Esbjerg Horsens Aarhus Silkeborg‑Voel Skanderborg Ringkøbing Ikast Bjerringbro Viborg EH Aalborg |
| Skanderborg Håndbold          | Skanderborg      | Fælledhallen             | 1.700     | København Nykøbing SønderjyskE Odense Esbjerg Horsens Aarhus Silkeborg‑Voel Skanderborg Ringkøbing Ikast Bjerringbro Viborg EH Aalborg |

Personale og trøjer
| Hold                          | Direktør                | Cheftræner              | Spilledragtproducent | Hovedsponsor                                                                                  |
| ----------------------------- | ----------------------- | ----------------------- | -------------------- | --------------------------------------------------------------------------------------------- |
| Silkeborg-Voel KFUM           | Jakob Andreasen         | Peter Schilling Laursen | adidas               | JYSK                                                                                          |
| Ikast Håndbold                | Daniel Grønhøj          | Søren Reinholt Hansen   | Select               | Danspin, IBF, Klimahuse, DK Company, Spar Nord, Søren Knudsen A/S                             |
| HH Elite                      | Jørgen Møller           | Claus Mogensen          | hummel               | Badelement, Roesgaard, fit&sund, Team Badelement                                              |
| Aarhus Håndbold               | Peter Bredsdorff-Larsen | Jeppe Vestergaard       | Craft Sportswear     |                                                                                               |
| København Håndbold            | Louise Svalastog        | Bo Spellerberg          | Hummel               | Strategic Investments, GF Forsikring                                                          |
| Nykøbing Falster Håndboldklub | Kenneth Sahlholdt       | Jakob Larsen            | Puma                 | Scandlines                                                                                    |
| Ringkøbing Håndbold           | Michelle Brandstrup     | Jesper Holmris          | hummel               | Vestjysk Bank                                                                                 |
| EH Aalborg                    | Anita Vivi Lilholt      | Peter Jagd              | Adidas               | Sparekassen Danmark, QNorth                                                                   |
| Bjerringbro FH                | Dennis Jensen           | Jesper Bangshøi         | adidas               | Grundfos, Hunters' Point, Spar Nord, Viborg Kommune                                           |
| Skanderborg Håndbold          | Jens Christensen        | Kim Johansen            | Puma                 | AVK Danmark, Skanderborg Kommune                                                              |
| Odense Håndbold               | Lasse Honoré            | Ole Gustav Gjekstad     | Craft Sportswear     | Sydbank                                                                                       |
| SønderjyskE Håndbold          | Henrik Jepsen           | Peter Nielsen           | hummel               | Danfoss, Abena, Davidsen, Meldgaard, Aabenraa Kommune,Sydbank                                 |
| Viborg HK                     | Jens Steffensen         | Ole Bitsch              | Puma SE              | BioCirc, Tefcold A/S, Bach Gruppen A/S, Sparekassen Danmark, Viborg Kommune, Naturli, Biocirc |
| Team Esbjerg                  | Hans Christian Warrer   | Tomas Axnér             | hummel               | Blue Water Shipping, Pedersen Gruppen, Skechers                                               |

### Udenlandske spillere
Oversigten er opdateret til og med 10. juli 2024.
| Klub                          | Spiller 1                 | Spiller 2                 | Spiller 3            | Spiller 4                    | Spiller 5             | Spiller 6             | Spiller 7         | Spiller 8         | Spiller 9            |
| ----------------------------- | ------------------------- | ------------------------- | -------------------- | ---------------------------- | --------------------- | --------------------- | ----------------- | ----------------- | -------------------- |
| Odense Håndbold               | Yara ten Holte            | Nikita van der Vliet      | Malin Aune           | Helene Fauske                | Ragnhild Valle Dahl   | Thale Rushfeldt Deila | Maren Aardahl     | Nina Dano         | Lysa Tchaptchet Defo |
| Ikast Håndbold                | Stine Skogrand            | Ingvild Bakkerud          | Olivia Lykke Nygaard | Irma Schjött                 | Filippa Idéhn         | Emma Lindqvist        | Olivia Mellegård  | Markéta Jeřábková |                      |
| HH Elite                      | Faye Jansson              | Romée Maarschalkerweerd   | Frida Hoel           | Andrea Austmo Pedersen       | Fanny Elovson         | Mathilda Lundström    | Alma Skretting    | Maria Pálsdóttir  |                      |
| Nykøbing Falster Håndboldklub | Zoë Sprengers             | Moa Högdahl               | Mona Obaidli         | Catharina Fiskerstrand Broch | Caroline Aar Jakobsen | Sofie Börjesson       | Aimée von Pereira |                   |                      |
| Team Esbjerg                  | Sanna Solberg-Isaksen     | Marit Røsberg Jacobsen    | Nora Mørk            | Henny Reistad                | Live Rushfeldt Deila  | Elin Hansson          | Luciana Rebelo    |                   |                      |
| København Håndbold            | Kim Molenaar              | Bianca Schanssema         | Martina Thörn        | Pernille Brandenborg         | Tabea Schmid          | Meret Ossenkopp       |                   |                   |                      |
| EH Aalborg                    | Clara Lerby               | Annika Fríðheim Petersen  | Liv Poulsen          | Silje Brøns Petersen         |                       |                       |                   |                   |                      |
| Viborg HK                     | Marielle Martinsen        | Elma Örtemark             | Jana Mittún          |                              |                       |                       |                   |                   |                      |
| Aarhus Håndbold               | Katarina Bjørnskau Berens | Elín-Jóna Þorsteinsdóttir | Sabine Englert       |                              |                       |                       |                   |                   |                      |
| SønderjyskE                   | June Bøttger              | Karine Dahlum             | Nora Persson         |                              |                       |                       |                   |                   |                      |
| Skanderborg Håndbold          | Mia Lagumdzija            | Súna Hansen               | Verona Rexhepi       |                              |                       |                       |                   |                   |                      |
| Silkeborg-Voel KFUM           | Marigona Hajdari          |                           |                      |                              |                       |                       |                   |                   |                      |
| Ringkøbing Håndbold           | Rakul Wardum              |                           |                      |                              |                       |                       |                   |                   |                      |
| Bjerringbro FH                | Arlinda Hajdari           |                           |                      |                              |                       |                       |                   |                   |                      |

| Land           | Spillere      |
| -------------- | ------------- |
| Norge          | 23            |
| Sverige        | 11            |
| Holland        | 7             |
| Færøerne       | 7             |
| Kosovo         | 3             |
| Tyskland       | 3             |
| Island         | 1             |
| Schweiz        | 1             |
| Tjekkiet       | 1             |
| Spanien        | 1             |
| Portugal       | 1             |
| Spillere i alt | 59 udlændinge |

| Klub                          | Spillere |
| ----------------------------- | -------- |
| Odense Håndbold               | 9        |
| Ikast Håndbold                | 8        |
| HH Elite                      | 8        |
| Nykøbing Falster Håndboldklub | 7        |
| Team Esbjerg                  | 7        |
| København Håndbold            | 6        |
| EH Aalborg                    | 4        |
| Viborg HK                     | 3        |
| Aarhus Håndbold               | 3        |
| SønderjyskE Håndbold          | 3        |
| Skanderborg Håndbold          | 3        |
| Ringkøbing Håndbold           | 1        |
| Bjerringbro FH                | 1        |
| Silkeborg-Voel KFUM           | 1        |